# Johannes Rydelius
Johannes Rydelius, född 1634 i Östra Ryds socken, Östergötlands län, död 30 oktober 1717 i Fornåsa socken, Östergötlands län, var en svensk präst.

## Biografi
Johannes Rydelius föddes 1634 i Östra Ryds socken. Han var son till kyrkoherden Magnus Ignæus och Margareta Pedersdotter. Rydelius blev 1654 student vid Uppsala universitet, där han var inskriven i nationens matrikel, men inte i universitetets. Han prästvigdes 19 oktober 1659 och blev 1664 komminister i Lönsås församling. Rydelius blev 1669 domkyrkokomminister i Linköpings församling och 1672 kyrkoherde i Fornåsa socken. Han blev 1685 prost och var mellan 1688 och 1702 kontraktsprost i Bobergs kontrakt. Han avled 30 oktober 1717 i Fornåsa socken och begravdes 8 juni 1718 av biskopen Torsten Rudeen.
Ett epitafium över Rydelius sattes upp i Fornåsa kyrka.

### Familj
Rydelius gifte sig 6 januari 1663 med Catharina Hornér (1642–1726). Hon var dotter till kyrkoherden Andreas Hornerus och Anna Maria Andersdotter. De fick tillsammans barnen Jonas Rydelius, Johan (1667–1667), Andreas Rydelius, Anna, Magnus Rydelius, Emundus (1677–1677), Petrus (1679–1679), Margareta, Gertrud och Johannes (1689–1691).